# Canthidium glabricolle
Canthidium glabricolle là một loài bọ cánh cứng trong họ Bọ hung (Scarabaeidae).